# Instytut Sadownictwa i Kwiaciarstwa im. Szczepana Pieniążka
Instytut Sadownictwa i Kwiaciarstwa im. Szczepana Pieniążka (ISK) w Skierniewicach – były polski ośrodek naukowy prowadzący badania w zakresie sadownictwa, pszczelnictwa i roślin ozdobnych. Ponadto były tu prowadzone także prace wdrożeniowe i upowszechnieniowe. Placówka została utworzona w roku 1951 jako Instytut Sadownictwa z inicjatywy profesora Szczepana Pieniążka na mocy uchwały Prezydium Rządu z dnia 23 stycznia 1951 roku. W roku 1978 w związku z rozszerzeniem działalności zmieniono nazwę na Instytut Sadownictwa i Kwiaciarstwa, a w 2009 r. dodano do nazwy imię i nazwisko jego założyciela.

Instytut podlegał Ministerstwu Rolnictwa i Rozwoju Wsi.
1 stycznia 2011 został połączony z Instytutem Warzywnictwa im. Emila Chroboczka, tworząc odtąd Instytut Ogrodnictwa.

## Dyrektorzy
- Szczepan Pieniążek (1951–1984)
- Stanisław Zagaja (1984–1990)
- Edward Lange (1990–1998)
- Danuta Goszczyńska (1998–2010)